# 메갈로사우루스과
메갈로사우루스과는 수각류의 한 분류군으로 쥐라기 후기에 절멸한다. 구성원중 대다수는 불완전한 화석들로 알려져 있다. 유럽, 북아메리카, 아프리카, 아시아에서 산출된다.

### 분류
Carrano, Benson & Sampson (2012)에 따른 분류이다.
메갈로사우루스과
- 에우스트렙토스폰딜루스아과 (Eustreptospondylinae)
  - 에우스트렙토스폰딜루스 (Eustreptospondylus)
- 메갈로사우루스아과 (Megalosaurinae)
  - 두리아베나토르 (Duriavenator)
  - 메갈로사우루스 (Megalosaurus)
  - 토르보사우루스 (Torvosaurus)
- 아프로베나토르아과 (Afrovenatorinae)
  - 아프로베나토르 (Afrovenator)
  - 두브레우일로사우루스 (Dubreuillosaurus)
  - 마그노사우루스 (Magnosaurus)
  - 러산사우루스 (Leshansaurus)
  - 피베테아우사우루스 (Piveteausaurus)